# The Unbeliever
The Unbeliever er en amerikansk stumfilm fra 1918 af Alan Crosland.

## Medvirkende
- Marguerite Courtot - Virginie Harbrok
- Raymond McKee - Philip Landicutt
- Erich von Stroheim - Lieutenant Kurt von Schnieditz
- Kate Lester - Margaret Landicutt
- Frank de Vernon - Jemmy Landicutt